# Ablation par radiofréquence
 (septembre 2012).
Si vous disposez d'ouvrages ou d'articles de référence ou si vous connaissez des sites web de qualité traitant du thème abordé ici, merci de compléter l'article en donnant les références utiles à sa vérifiabilité et en les liant à la section « Notes et références ».

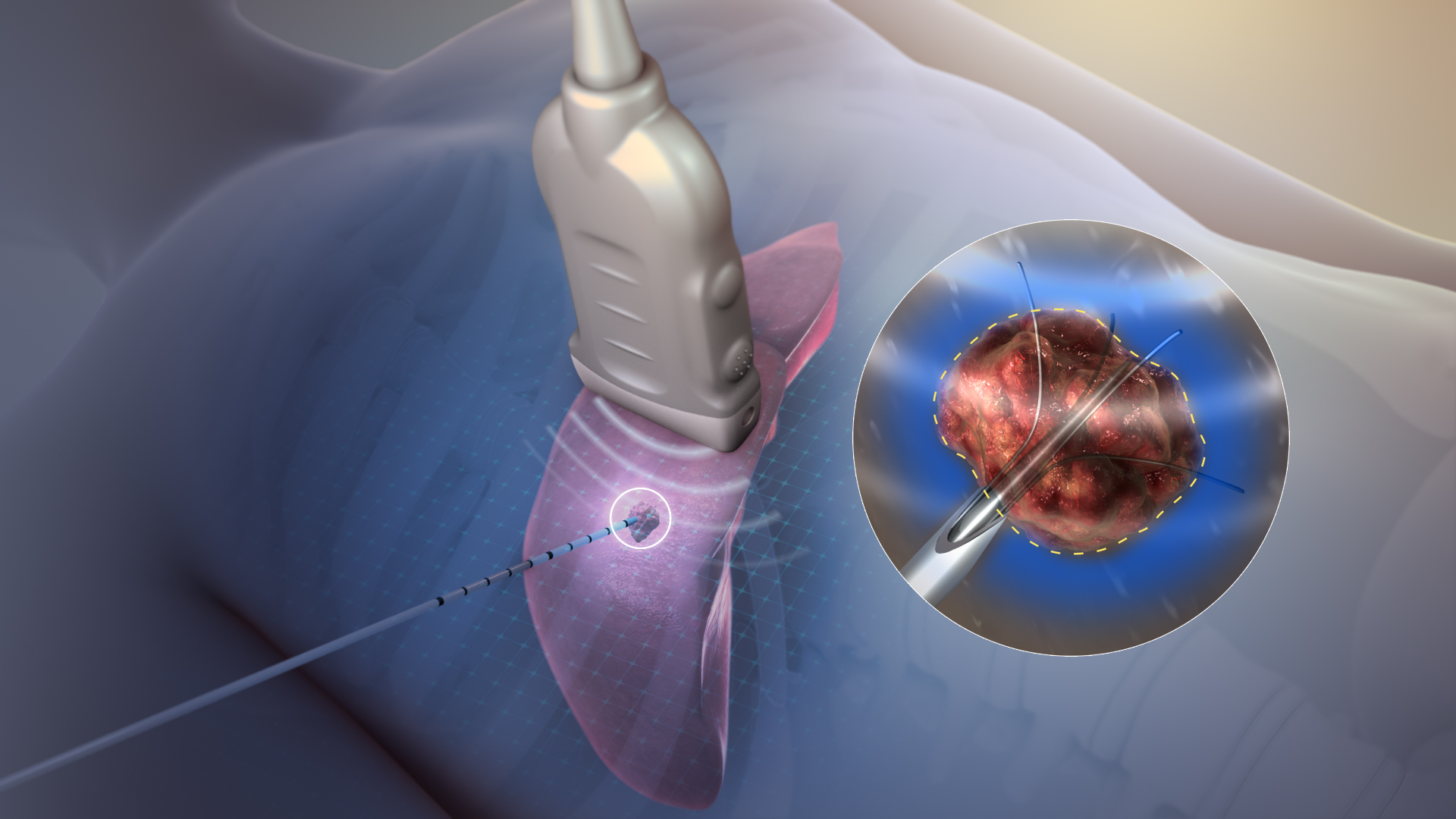
Ablation d'une tumeur.

L’ablation par radiofréquence est une technique médicale utilisée en cardiologie pour le traitement de certains troubles du rythme cardiaque ou dans d'autres spécialités médicales pour réaliser l'ablation de néoplasies. En cardiologie, elle consiste à éliminer les foyers de dépolarisation ectopiques ou les voies de conduction non souhaitées par une brûlure superficielle, produite par un cathéter chauffant au contact de la zone.

## Matériel
Outre celui d'une exploration électrophysiologique (baie d'électrophysiologie, sondes et scopie), l'ablation nécessite un générateur de radiofréquence, ainsi qu'une sonde dédiée connectée à ce dernier. Le générateur ressemble à une petite boîte de la taille d'une unité centrale de PC (mini tour) et comporte plusieurs indicateurs : température en bout de sonde, puissance délivrée, impédance de la sonde et durée d'ablation.
La sonde d'ablation est un long cathéter semi rigide dont la tête, orientable, est munie d'une électrode chauffante de 4 mm, grâce à la radio-fréquence. La sonde est plus souple qu'un petit câble électrique en cuivre sauf les derniers centimètres qui sont plus rigides.  L’extrémité distale est recourbée de quelques cm, la rotation manuelle de la sonde permettant donc de balayer un espace. Cette courbure est réglable par une manette ce qui permet "d'appuyer" sur la surface. Les derniers modèles ont même un dynamomètre à leur extrémité permettant de visualiser qu'il y a bien une force en retour à l'extrémité et qu'on est donc bien au contact.
Dans les cas plus complexes, comme lors d'une cure de fibrillation auriculaire, l'intervention peut être aidée par un système de cartographie tridimensionnelle permettant de visualiser en temps réel, la position des différentes sondes dans les cavités cardiaques.
Dans ces cas, des sondes irriguées sont utilisées, pour minimiser le risque de coagulation du sang au contact du cathéter pendant le chauffage du tissu : le cathéter est muni de plusieurs orifices à son extrémité, juste avant l'électrode d'ablation. La perfusion de liquide par le cathéter permet ainsi de refroidir le sang autour du tissu qui doit subir l'ablation, permettant ainsi un geste plus précis et plus profond, tout en évitant la coagulation par le flux de lavage autour du cathéter.
Quant à la mobilité du cœur, à l'exception des ablations de certaines tachycardies ventriculaires, les procédures se déroulent dans des segments relativement peu mobiles (oreillettes) avec un flux assez lent (il est inférieur à 1 m/s dans les orifices valvulaires) et cela ne pose pas de problèmes majeurs.

## Réalisation
Le patient est donc sous anesthésie locale (région iliaque, où la sonde est insérée dans la veine fémorale) et le bloc opératoire est équipé d'une scopie. La procédure débute toujours par une exploration électrophysiologique destinée à confirmer l'identité du trouble rythmique et d'en analyser le mécanisme. La zone à ablater est repérée par le positionnement de la sonde d'ablation à la scopie ainsi que par l'analyse du signal électrique de cette dernière et d'une ou plusieurs sondes exploratoires.  La sonde d'ablation est emmenée au contact de cette zone. Son extrémité est alors chauffée par un courant de radio-fréquence permettant la destruction de la zone contiguë.

## Indications
Certaines procédures sont relativement simples, ne nécessitant qu'un matériel minimal et un cathétérisme uniquement droit (veine fémorale) :
- L'ablation du faisceau de His peut être proposée en cas de fibrillation auriculaire dont la cadence ventriculaire n'est pas suffisamment ralentie par le traitement médicamenteux (ou en cas d'intolérance de ce dernier). Le but étant la constitution d'un bloc auriculo-ventriculaire, la procédure doit être précédée par l'implantation d'un stimulateur cardiaque définitif (pacemaker). Ce type d'ablation peut également être réalisé si l'on désire un électroentraînement ventriculaire permanent dans le cadre d'une resynchronisation cardiaque lors d'une insuffisance cardiaque.
- Lors d'un flutter auriculaire, le circuit passe le plus souvent par l'isthme cavo-tricuspide : la réalisation d'une ligne de brûlure entre la valve tricuspide et l'abouchement de la veine cave inférieure permet de couper ce circuit et d'empêcher la récidive du trouble rythmique.
- Lors d'une maladie de Bouveret par réentrée intra nodale, il existe un dédoublement de la voie de conduction intra nodale (voie rapide et voie lente), les deux participant au circuit de la tachycardie. L'ablation de la voie lente est la plus habituelle. Cette dernière est cependant proche du faisceau de His avec un risque de léser cette dernière et de se compliquer par un bloc auriculo-ventriculaire.

D'autres procédures sont plus complexes, pouvant nécessiter le passage à gauche (par l'artère fémorale) :
- Lors d'un syndrome de Wolff-Parkinson-White, ce dernier est caractérisé par la présence d'une voie de conduction auriculo-ventriculaire surnuméraire, responsable d'une préexcitation du ventricule et des symptômes liés à des tachycardies rapides. La brûlure de cette voie, après sa localisation, permet de guérir le syndrome. Si la voie est située entre l'oreillette gauche et le ventricule gauche, un cathétérisme gauche est souvent nécessaire, soit par l'artère fémorale, soit par voie trans-septale (voir infra).

D'autres procédures nécessitent une exploration plus poussée pour localiser avec précision le foyer anormal d'excitation ou le circuit d'une tachycardie. L'utilisation d'un système de cartographie tridimensionnelle est alors très utile. C'est le cas pour le traitement d'une tachysystolie auriculaire ou de certaines tachycardies ventriculaires où l'ablation cible le foyer d'émergence des tachycardies.
La cure de la fibrillation auriculaire repose sur l'isolement électrique des quatre veines pulmonaires, complété éventuellement par d'autres lignes dans l'oreillette gauche. L'accès à cette dernière nécessite presque toujours la réalisation d'un cathétérisme trans-septal : une gaine recouvrant une aiguille est positionnée dans l’oreillette droite contre le septum inter-auriculaire. Ce dernier est alors ponctionné et est traversé par la gaine qui permettra d'introduire un cathéter circulaire dans les veines pulmonaires, ainsi que le cathéter d'ablation. Seuls les patients ayant un foramen ovale perméable (non fermeture du trou de Botal présent chez le fœtus) n'auront pas besoin de subir une ponction du septum inter-auriculaire.
Une autre application est la dénervation sympathique rénale qui consiste à faire un trait circulaire de brûlure superficielle au niveau des deux artères rénales à l'aide d'un cathéter muni d'un générateur de radio-fréquence. Les résultats en cas d'hypertension artérielle réfractaire semblent prometteurs.

## Incidents et accidents
La sensation de brûlure est parfois pénible et peut nécessiter l'emploi d'antalgiques majeurs.
Une complication thrombo-embolique est possible (formation d'un caillot sur le lieu de la brûlure) et est prévenue par l'administration d'héparine pendant la procédure ou la réalisation de cette dernière sous un traitement anticoagulant.
Le risque d'une lésion d'une structure adjacente est possible : faisceau de His avec survenue d'un bloc auriculo-ventriculaire transitoire ou définitif.
Il peut exister une réaction péricardique par brûlure trop profonde. Elle est le plus souvent transitoire et sans gravité, se manifestant par une douleur de type péricardique (inhibant la respiration) et par la visualisation d'un épanchement péricardique à l'échocardiographie. De manière exceptionnelle, cet épanchement peut devenir abondant et comprimer le cœur, imposant un drainage en urgences.
Enfin, la technique d'ablation peut simplement échouer, avec récidive du trouble rythmique à court terme. Une nouvelle procédure peut alors être proposée.

## Technique alternative: la cryo ablation
L'ablation ne se fait plus par chauffage à +60 °C mais par refroidissement à −70 °C grâce à un circuit interne d'azote liquide. L'avantage est son caractère moins douloureux, et la réversibilité du geste à faible puissance permettant de tester la zone à ablater. Cette technique est surtout utilisée dans le Bouveret nodal, ou les voies de préexcitation proche du faisceau de His, car si on provoque involontairement un bloc auriculo-ventriculaire celui-ci est réversible au réchauffement. L'inconvénient reste une plus grande proportion d'échec des procédures car il est plus difficile de prédire le résultat. Par ailleurs la taille plus importante du cathéter d'ablation nécessite un introducteur veineux plus volumineux, avec une majoration des complications vasculaires liées à l'abord. Cette technique est également proposée comme alternative à la radiofréquence pour l'ablation des veines pulmonaires dans la fibrillation auriculaire paroxystique. Mais elle ne permet pas de faire un geste complémentaire comme des lignes d'ablation, et elle expose à une complication très inhabituelle en radiofréquence: la paralysie phrénique (nerf qui permet la mobilité du diaphragme). À ce jour, la cryoablation n'a pas montré d'avantage décisif par rapport à la radiofréquence, technique de référence utilisée dans tous les pays développés depuis 1992.